# Eurytoma orbicaulis
Eurytoma orbicaulis är en stekelart som beskrevs av Bugbee 1982. Eurytoma orbicaulis ingår i släktet Eurytoma och familjen kragglanssteklar. Inga underarter finns listade i Catalogue of Life.